# Cronfestu
Cronfestu is een buurtschap in de tot de Henegouwse gemeente Morlanwelz behorende plaats Mont-Sainte-Aldegonde.
De buurtschap was de plaats van een steenkoolmijn en een nederzetting van mijnwerkers, de Cité Lévie. Een mijnterril is nog aanwezig. Ook werd er graniet, kalksteen en mergel gewonnen. Van 1880-1999 stond er een cementfabriek, de eerste in België die Portlandcement vervaardigde. Ook was er een station. 
In Cronfestu bevond zich de Sint-Bernadettekapel (Chapelle Sainte-Bernadette). Deze werd in 1936 gebouwd naar ontwerp van Albert Genard, in de stijl van art deco. Kenmerkend was het glas-in-loodvenster in de vorm van een Reuleaux-driehoek.
Na de jaren '70 van de 20e eeuw werd de kapel niet meer gebruikt. Hij raakte in verval hoewel hij pas in 2016 officieel werd afgestoten. In 2023 werd hij verkocht en omgebouwd tot appartementen, waarbij de originele stijl behouden blijft.